# Kaiko Maru (schip, 1974)
De Kaiko Maru is een Japans schip van het Institute of Cetacean Research, een Japanse organisatie, gesubsidieerd door de overheid, die formeel gezien onderzoek doet naar walvissen. De organisatie exploiteert de Japanse walvisvaart. In werkelijkheid is er geen sprake van wetenschappelijk onderzoek maar fungeert het schip als locatiebepaler voor walvispopulaties. De bemanning geeft de locaties van de dieren door aan de harpoenschepen, die vervolgens op de dieren jagen en ze doden.
Het schip is gebouwd onder de naam Keiten Maru, dat werd in 2003 Kaiko Maru No.3 en in 2006 Kaiko Maru. In mei 2011 werd het vernoemd Kaiko en in augustus 2011 kwam het onder de vlag van Tanzania en heet het SVS Frobisher.